# Reservoir Dogs
Vous lisez un « bon article » labellisé en 2011.
Pour plus de détails, voir Fiche technique et Distribution.
Reservoir Dogs, ou Les Enragés au Québec, est un film américain écrit et réalisé par Quentin Tarantino, sorti en 1992. Il décrit une bande de truands et les événements qui surviennent avant et après un braquage raté. Premier long-métrage du réalisateur, ce film indépendant compte, notamment, Harvey Keitel, Tim Roth, Michael Madsen et Steve Buscemi dans sa distribution. Il introduit dans ses thèmes et dans son esthétique ce qui deviendra la marque de fabrique Tarantino : dialogues stylisés, narration non linéaire, références à la culture populaire, violence et langage vulgaire.
Quentin Tarantino avait, à l'origine, l'intention de réaliser ce film en amateur, avec des moyens très limités ; l'implication de Harvey Keitel a permis au projet de prendre davantage d'ampleur. Le film a connu un succès commercial modeste dans l'absolu, mais très important comparé à son budget et fut très bien accueilli par la critique. Présenté en compétition lors de festivals de cinéma, il a remporté plusieurs récompenses. Il est désormais considéré comme un film culte dans l'histoire du cinéma indépendant et a permis à Quentin Tarantino de se faire connaître dans le milieu du cinéma, ouvrant ainsi la voie du succès pour son deuxième film, Pulp Fiction.

## Synopsis
Dans un restaurant, huit hommes, en apparence décontractés, parlent, entre autres, de musique, notamment de Like a Virgin de Madonna, et du fait de savoir s'il faut laisser, ou non, un pourboire à la serveuse. Six d'entre eux utilisent des pseudonymes (M. White, M. Blonde, M. Orange, M. Pink, M. Blue et M. Brown) et les deux autres sont Joe Cabot, un truand de Los Angeles, et son fils Eddie.
Ensuite M. White et M. Orange, lequel est gravement blessé par balle, arrivent dans un entrepôt abandonné. Peu après survient M. Pink. Tous ces hommes sont des gangsters engagés par Joe Cabot pour braquer un diamantaire. Le braquage - qui n'est jamais montré dans le film - a mal tourné en raison de l'intervention rapide de la police. Brown a été tué et Blonde et Blue ont disparu. Pink, qui a emporté les diamants, et White soupçonnent que l'un des membres de leur groupe est un informateur.
S'ensuivent deux flashbacks montrant la fuite de Pink avec les diamants lors d’une poursuite avec la police et le recrutement de White, de son vrai nom Larry, par Joe Cabot, les deux hommes étant des amis de longue date.
Dans la planque, Pink et White discutent ensuite du comportement de psychopathe de Blonde, qui a tué plusieurs civils. White se méfie de Blonde qu'il considère comme un dangereux psychopathe. Pink s'oppose alors à la volonté de White d'emmener Orange à l'hôpital et les deux hommes, à bout de nerfs, se braquent mutuellement, Blonde faisant son apparition à ce moment-là. Il les informe qu'Eddie Cabot est en route pour les rejoindre, puis qu'il a capturé un policier. Un autre flashback montre Blonde, de son véritable nom Vic Vega, recruté à sa sortie de prison car c'est un ami d'Eddie.
Tandis que les trois hommes interrogent le policier, Eddie Cabot arrive et, persuadé que personne ne les a balancés, s'emporte contre les gangsters. Il demande à White et à Pink de le suivre jusqu'à l'endroit où ce dernier a caché les diamants, laissant Blonde avec le policier et Orange, évanoui, se vidant de son sang. Blonde met la radio et, dansant sur Stuck in the Middle with You de Stealers Wheel, torture le policier pour le plaisir : il lui coupe l'oreille droite au rasoir, puis l'asperge d'essence et s'apprête à le faire brûler vif quand Orange, sorti de sa torpeur, dégaine son pistolet et vide son chargeur sur Blonde. Il révèle alors au policier mutilé, nommé Marvin Nash, qu'il s'appelle Freddy Newandyke, et qu'il est lui-même agent de police, infiltré dans la bande de Cabot. La police est aux alentours, attendant l'arrivée de Joe Cabot pour intervenir.
Lors d'un nouveau flashback, intitulé "Mr. Orange", M. Orange est briefé sur son infiltration par l'inspecteur Holdaway, un soir, autour d'un repas dans un diner. Orange gagne ainsi la confiance de Joe Cabot en lui racontant une anecdote fictive répétée avec le policier. Il est engagé pour participer au braquage et reçoit, comme les autres malfrats, un nom de code de couleur. Orange se lie également d'amitié avec White. Plus tard, lors du braquage, la situation se dégrade. Brown, touché à la tête, emboutit leur voiture, puis meurt, forçant White et Orange à continuer à pied. Ils tentent de voler une voiture, dont la conductrice, armée, loge une balle dans le ventre d'Orange avant d'être abattue par ce dernier. White emmène alors Orange à la planque avec la voiture.
Dans l'entrepôt, les gangsters reviennent et constatent la mort de Blonde. Orange avoue l'avoir tué, ce qui met Eddie hors de lui. Il tue Marvin, refusant de croire à la version d'Orange selon laquelle Blonde s'apprêtait à tous les tuer pour récupérer le butin. White, qui a toujours pensé que Blonde était fou, prend la défense d'Orange. C'est alors que Joe arrive. Il dit aux autres que Blue est mort, que selon lui Orange est un policier infiltré. Il dégaine son arme pour achever Orange. White défend toujours Orange et braque son revolver sur le vieux Joe. Eddie menace alors White de le descendre s'il continue à viser son père. L'impasse mexicaine se dénoue soudain par une fusillade sanglante : Joe tire sur Orange, le blessant à nouveau, et est tué par White qui est lui-même gravement blessé par Eddie qu'il abat ensuite. Pink, resté à l'écart, en profite pour prendre les diamants et pour s'enfuir de l'entrepôt. En fond sonore, plusieurs coups de feu et des cris à l'extérieur s'entendent pendant que White, rampant sur le sol, rejoint Orange et le prend dans ses bras. Orange lui avoue alors être un policier. White, anéanti par cette révélation, l'achève avant d'être abattu par les policiers qui investissent le bâtiment.

## Fiche technique

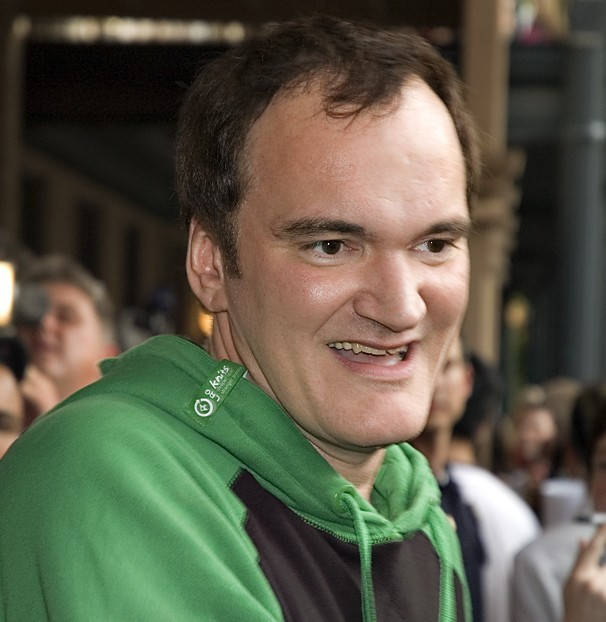
Reservoir Dogs marque les grands débuts de Quentin Tarantino à la réalisation.

- Titre original et français : Reservoir Dogs
- Titre québécois : Les Enragés
- Réalisation : Quentin Tarantino
- Scénario : Quentin Tarantino (assisté de Roger Avary pour les dialogues de l'animateur radio)
- Décors : David Wasco
- Costumes : Betsy Heimann
- Maquillage : Howard Berger
- Photographie : Andrzej Sekuła
- Son : Ron Bartlett, Stephen Hunter Flick, David E. Stone, Geoffrey G. Rubay, Curt Schulkey et Charles Ewing Smith
- Montage : Sally Menke
- Production : Lawrence Bender (producteur) et Harvey Keitel (coproducteur)
  - Producteurs délégués : Monte Hellman, Richard N. Gladstein et Ronna B. Wallace
- Société de production : Live America Inc. et Dog Eat Dog Productions Inc.
- Sociétés de distribution : Miramax (États-Unis) ; Metropolitan Filmexport (France) ; Ascot Elite Entertainment Group (Suisse)
- Budget : 1 200 000 USD[1]
- Pays d'origine :  États-Unis
- Langue originale : anglais
- Formats : Couleur (Eastmancolor) - 2,35:1 - Dolby stéréo - 35 mm
- Genres : Drame, thriller et film de gangsters
- Durée : 99 minutes
- Dates de sortie[2] :
  - États-Unis : 21 janvier 1992 (première mondiale lors du festival du film de Sundance), 23 octobre 1992 (sortie nationale)
  - France, Belgique : 2 septembre 1992
  - Suisse : 4 septembre 1992
- Classification : R (Restricted) aux États-Unis (en raison de la violence et du langage)[N 1], -16 en France[N 2], 13+ au Québec[N 3],[N 4], -14 en Italie[3]

## Distribution
- Harvey Keitel (VF : Daniel Russo) : M. White / Larry Dimmick
- Tim Roth (VF : Jean-Philippe Puymartin) : M. Orange / Freddy Newandyke
- Michael Madsen (VF : Daniel Beretta) : M. Blonde / Vic Vega
- Steve Buscemi (VF : William Coryn) : M. Pink
- Chris Penn (VF : Jean-François Vlérick) : Eddie « le Gentil » Cabot
- Lawrence Tierney (VF : William Sabatier) : Joe Cabot
- Quentin Tarantino (VF : Luc Florian) : M. Brown
- Edward Bunker (VF : Michel Barbey) : M. Blue
- Kirk Baltz (VF : Thierry Mercier) : Marvin Nash
- Randy Brooks (VF : Greg Germain) : l'inspecteur Holdaway
- David Steen : un shérif
- Lawrence Bender : un jeune flic
- Steven Wright (VF : Luc Bernard) : K-Billy DJ (voix)
- Burr Steers : une voix de fond à la radio

Source doublage : VoxoFilm (VF)

Photos des acteurs principaux.
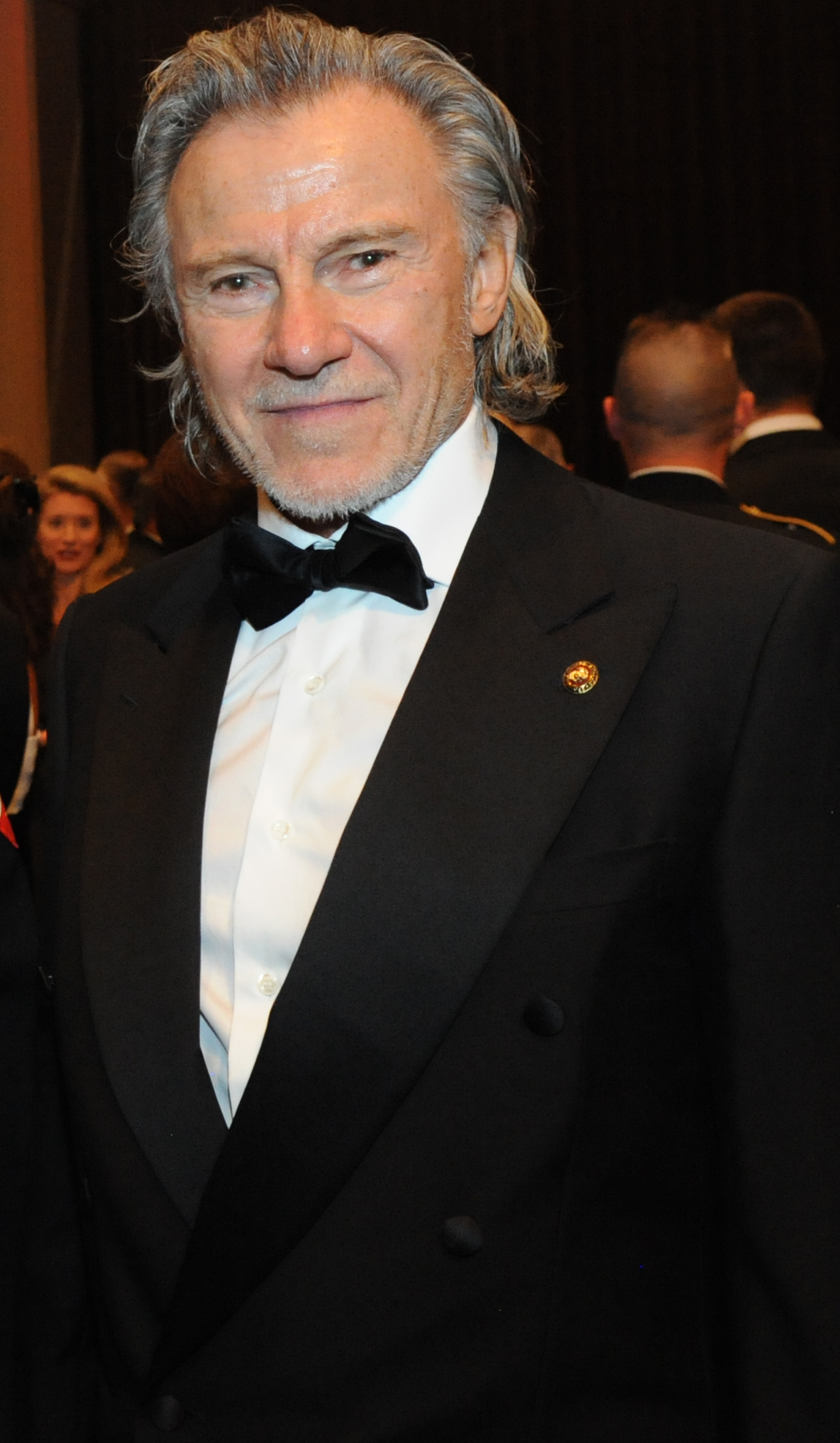
Harvey Keitel, alias Monsieur White.
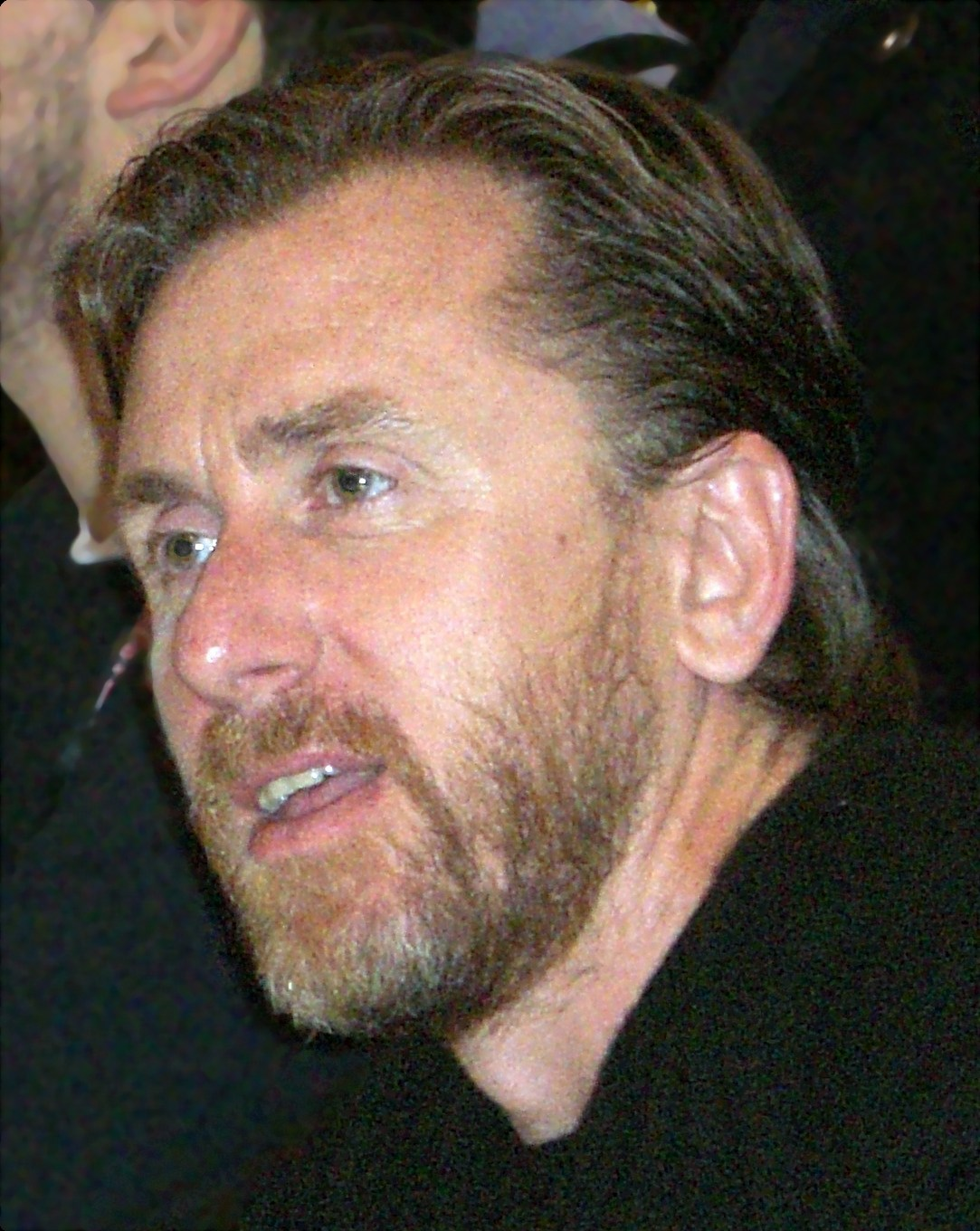
Tim Roth, alias Monsieur Orange.
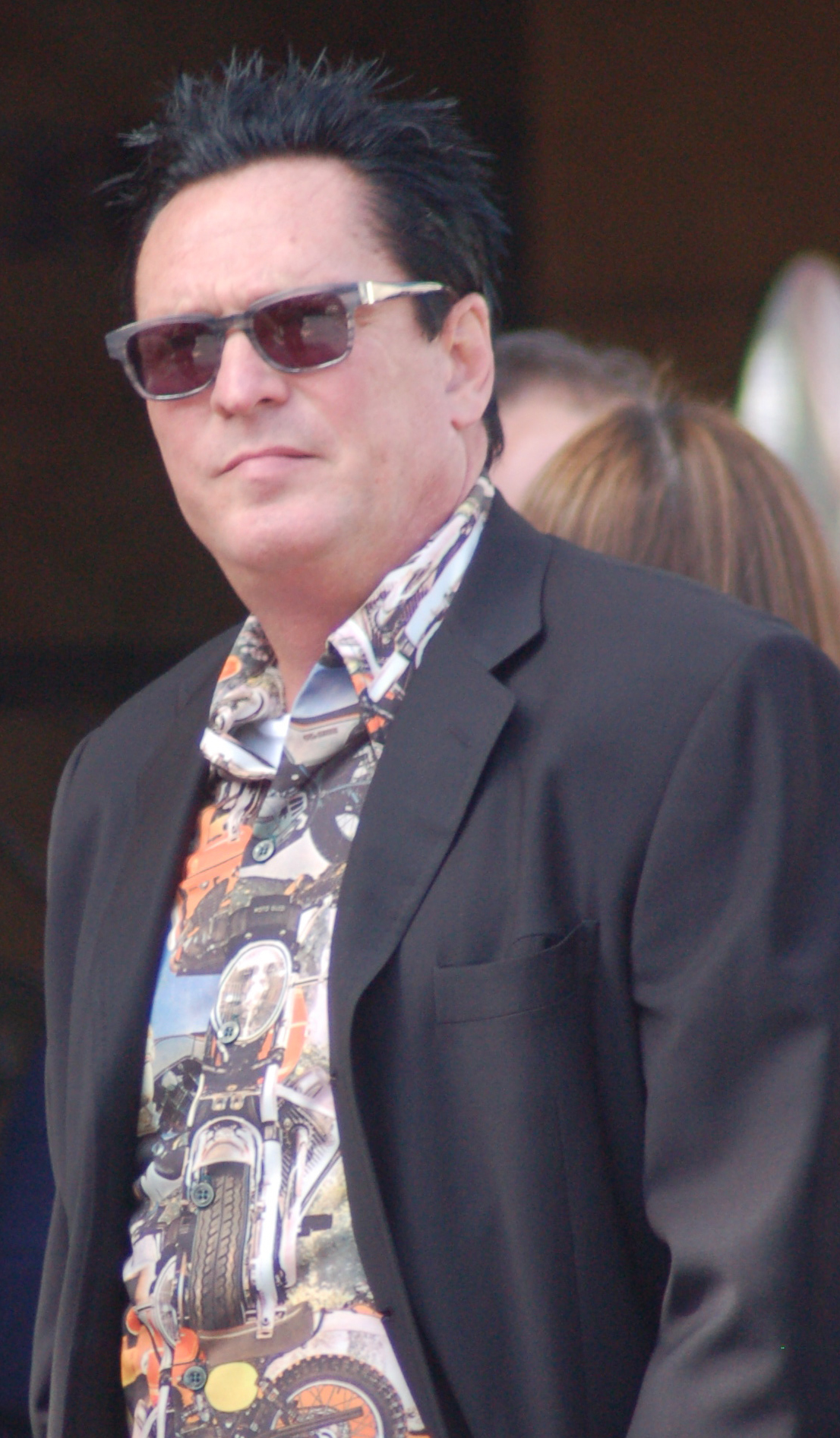
Michael Madsen, alias Monsieur Blonde.
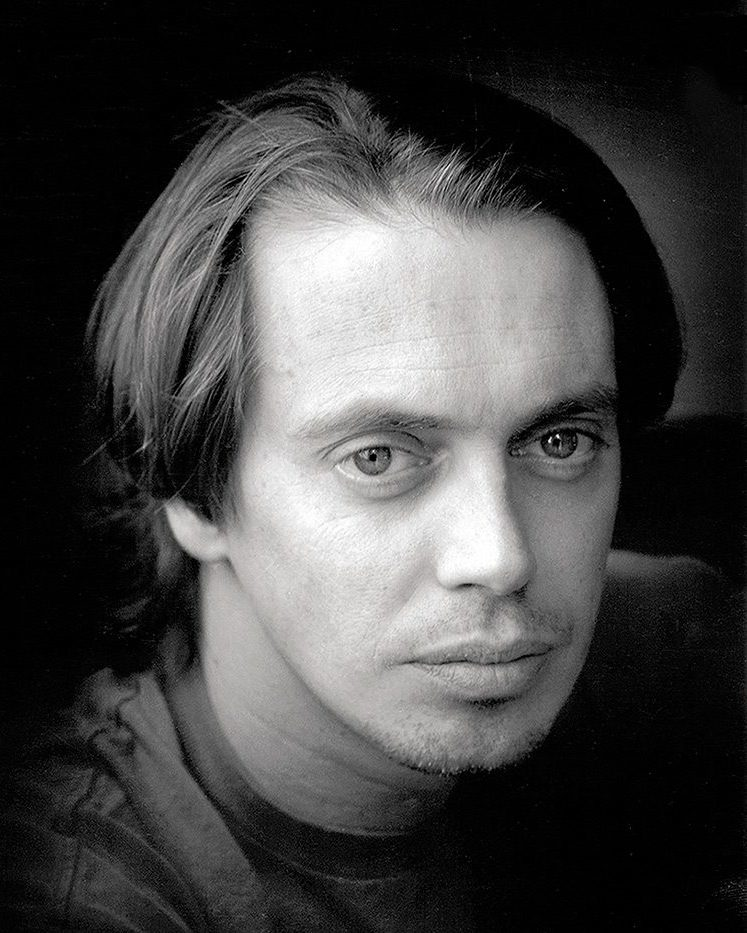
Steve Buscemi, alias Monsieur Pink.

## Production

### Préproduction
Quentin Tarantino écrit le scénario de Reservoir Dogs en trois semaines et demie alors qu'il est employé à Video Archives, un vidéo-club de Manhattan Beach (Californie), et a l'intention d'en faire un film amateur en format 16 mm avec un budget de 50 000 $, somme que lui a rapporté la vente du scénario de True Romance, et la participation de ses amis, dont Lawrence Bender qui doit jouer le rôle d'Eddie Cabot. Ce dernier, qui suit des cours d'art dramatique, fait lire le script à son professeur, lui disant que son rêve serait d'avoir Harvey Keitel pour jouer l'un des personnages principaux. Le professeur de Lawrence Bender envoie le script à sa femme, l'actrice Lily Parker, qui connaît Harvey Keitel. Elle le lui transmet à son tour et l'acteur, emballé par le scénario, contacte Lawrence Bender et Quentin Tarantino pour leur dire qu'il accepte de jouer dans le film et de le coproduire. Grâce à son aide, Lawrence Bender et Quentin Tarantino parviennent à convaincre Monte Hellman, qui envisage de réaliser le film mais s'incline devant la volonté de Quentin Tarantino de le faire lui-même, et Richard Gladstein, de Live America Inc., de participer à la production et réunissent ainsi 1 500 000 $ pour produire le film. Le titre du film serait une allusion parodique à Un chien andalou de Luis Buñuel, selon une interview de Tarantino dans le magazine Empire. Jusqu'en 2022, le réalisateur avait toujours laissé planer le doute sur la provenance du titre, s'amusant d'ailleurs au moment de la sortie du film à lui inventer comme origine une expression d'argot imaginaire des films de gangsters de Jean-Luc Godard et Jean-Pierre Melville. Une autre explication avait été avancée : une mauvaise prononciation de Au revoir les enfants quand Quentin Tarantino travaillait au vidéo-club. Dans une interview de 1992, Tarantino affirme qu'il aime le titre de Reservoir Dogs parce que « ça sonne comme dans un film d’Alain Delon de Jean-Pierre Melville... Je pouvais voir Alain Delon en costume noir dire : « Je suis M. Blonde ». 

Le logo de A Band Apart, la société de production de Quentin Tarantino et Lawrence Bender, trouve son origine dans une scène de Reservoir Dogs où les personnages, tous en costumes, marchent dans la rue.

Le casting se fait autour de Harvey Keitel, qui se réserve le rôle de M. White, et Tarantino se met à la recherche des acteurs pouvant être le plus en osmose avec lui tout en ayant des styles différents. Le réalisateur compte à l'origine jouer le rôle de M. Pink avant de le laisser à Steve Buscemi, sachant que celui-ci sera parfait dans le rôle, et de se rabattre sur celui de M. Brown. Il n'hésite cependant pas à mettre la pression sur Steve Buscemi avant que celui-ci auditionne, lui disant qu'il faudra qu'il donne vraiment le meilleur de lui-même pour obtenir « son » rôle. Lors de l'audition finale de M. Blonde, plusieurs candidats sont en lice et Michael Madsen, qui passe en dernier, n'auditionne pas sur la scène prévue (celle de la torture), qu'il n'a pas préparée, mais est néanmoins engagé pour sa prestation, jugée magistrale par Quentin Tarantino, dans une scène différente. Le rôle de M. Orange intéresse beaucoup moins d'acteurs et l'agent de James Woods ne daigne même pas faire part à l'acteur de l'offre pour le rôle en raison du cachet proposé, bien inférieur à ceux qu'il touche habituellement. Quentin Tarantino et Harvey Keitel tentent alors de convaincre Tim Roth de leur faire une lecture pour le rôle mais Tim Roth, bien qu'intéressé par le personnage, refuse d'auditionner car il déteste cela. Il se lance cependant dans une conversation avec Tarantino qui se poursuit dans un bar autour de nombreuses bières. Les deux hommes finissent par être ivres. L'acteur accepte alors de faire sa lecture et décroche le rôle. Lawrence Tierney, connu pour ses rôles de méchants dans les années 1940 et 1950, est engagé pour celui de Joe Cabot. Chris Penn est choisi ensuite pour interpréter son fils et propose à Quentin Tarantino de compléter le groupe avec Edward Bunker, qui a passé 18 ans en prison avant d'écrire des romans noirs qui ont connu le succès. Lawrence Bender fait un caméo dans le film dans le rôle d'un policier qui court.

### Tournage
Le tournage se déroule du 29 juillet au 31 août 1991 à Los Angeles. Il débute avec la scène du restaurant qui est filmée sur trois jours, de nombreuses prises étant faites, la plupart du temps, par une caméra en mouvement, afin de laisser ouvertes un maximum d'opportunités lors du montage à Sally Menke, qui a accepté de travailler sur le film malgré l'opposition de son agent. En raison de la façon novatrice de filmer la scène et de l'inexpérience de Quentin Tarantino et de son directeur de la photographie, Andrzej Sekula, toute l'équipe est anxieuse au début du tournage mais l'atmosphère se détend rapidement après le visionnage concluant des premiers rushes. La personnalité extravagante de Lawrence Tierney amuse et irrite à la fois le reste de l'équipe. À la fin de la première semaine de tournage, un incident survient entre lui et Quentin Tarantino. En effet, l'acteur n'arrive pas à retenir son texte pour la scène de l'attribution des surnoms, s'emporte contre les dialogues qu'il trouve trop compliqués et en vient presque aux mains avec le réalisateur. Harvey Keitel et Michael Madsen s'interposent pour les séparer, avant que les deux hommes ne se réconcilient. Plus tard, à l'occasion d'un hommage à Lawrence Tierney, les acteurs expliquent à quel point il était difficile de travailler avec lui. Edward Bunker explique même que dans les années 1950, il s'était battu avec Lawrence Tierney dans un parking car ce dernier était en train de frapper son propre frère.
Le budget du film est si serré que certains acteurs jouent avec des accessoires leur appartenant : Steve Buscemi avec ses jeans noirs, Chris Penn avec sa veste de survêtement et Madsen avec ses bottes et sa Cadillac DeVille 1965 blanche. De la même façon, la scène de poursuite entre M. Pink et les policiers est tournée quasiment sans interrompre la circulation. L'entrepôt (aujourd'hui détruit) qui sert de décor principal au film et dans lequel le tournage se déroule pendant deux semaines est en réalité une ancienne morgue, abandonnée après un séisme et située dans le quartier de Highland Park,. Le tournage s'y déroule dans une chaleur étouffante et est particulièrement pénible pour Tim Roth qui doit passer des heures dans une flaque de sang artificiel qui sèche sous l'éclairage et englue littéralement l'acteur au sol.
La scène préférée de Quentin Tarantino est celle où M. Blonde, après avoir coupé l'oreille du policier, sort de l'entrepôt, le spectateur retrouvant les bruits de la ville avec Stuck in the Middle with You toujours en arrière-fond, avant d'y retourner et de reprendre sa danse. Cette scène de torture pose d'ailleurs des problèmes émotionnels à Michael Madsen, notamment le moment où Kirk Baltz ne cesse de lui répéter, de façon improvisée, qu'il a un enfant, ce que Michael Madsen, père depuis peu, trouve très perturbant. Lors du tournage de la scène de l'impasse mexicaine, il était prévu que le personnage de Harvey Keitel abatte celui de Lawrence Tierney puis se fasse tirer dessus par celui de Chris Penn avant de se relever et de l'abattre à son tour. Mais la poche de sang de Chris Penn explose trop tôt et Quentin Tarantino décide de laisser la scène ainsi pour une raison budgétaire. Le tournage se termine par les scènes entre Tim Roth et Randy Brooks, qui joue le rôle de son supérieur, la dernière à être filmée étant celle où ils se retrouvent dans un restaurant.

## Bande originale
Bandes originales par Quentin Tarantino
Pulp Fiction
(1994)
La bande originale du film se compose de huit chansons des années 1970 et de huit extraits de dialogues, l'intégration de ceux-ci étant une nouveauté pour l'époque. Dans le film, les chansons passent à la radio sur l'émission K-Billy's Super Sounds of the Seventies. Steven Wright, humoriste connu pour son côté pince-sans-rire, a été choisi pour interpréter le disc jockey de cette émission de radio qui débite son texte d'une voix monocorde. À propos de son choix d'une bande originale constituée exclusivement de chansons des années 1970, Quentin Tarantino déclare qu'il voulait que la musique joue le rôle de contrepoint par rapport à la violence à l'écran, la scène de torture sur le morceau Stuck in the Middle with You en étant un parfait exemple, et souhaitait donner un côté rétro au film,.
| 1.  | And Now Little Green Bag... (dialogue) | Steven Wright                                 | 0:15 |
| 2.  | Little Green Bag                       | George Baker Selection                        | 3:15 |
| 3.  | Rock Flock of Five (dialogue)          | Wright                                        | 0:11 |
| 4.  | Hooked on a Feeling                    | Blue Swede                                    | 2:53 |
| 5.  | Bohemiath (dialogue)                   | Wright                                        | 0:34 |
| 6.  | I Gotcha                               | Joe Tex                                       | 2:27 |
| 7.  | Magic Carpet Ride                      | Bedlam                                        | 5:10 |
| 8.  | Madonna Speech (dialogue)              | Tarantino, Bunker, Tierney, Buscemi et Keitel | 0:59 |
| 9.  | Fool for Love                          | Sandy Rogers                                  | 3:25 |
| 10. | Super Sounds (dialogue)                | Wright                                        | 0:19 |
| 11. | Stuck in the Middle with You           | Stealers Wheel                                | 3:23 |
| 12. | Harvest Moon                           | Bedlam                                        | 2:38 |
| 13. | Let's Get a Taco (dialogue)            | Keitel, Roth                                  | 1:02 |
| 14. | Keep on Truckin (dialogue)             | Wright                                        | 0:16 |
| 15. | Coconut                                | Harry Nilsson                                 | 3:50 |
| 16. | Home of Rock (dialogue)                | Wright                                        | 0:05 |

Musiques additionnelles
- Wes Turned Country de Nikki Bernard
- Country's Cool de Peter Morris
- It's Country de Henrik Nielson

## Accueil

### Sortie du film et box-office
Le film est projeté pour la première fois au festival du film de Sundance le 21 janvier 1992, sa première présentation étant marquée par un projecteur qui n'est pas équipé pour le format cinémascope et une panne d'électricité juste avant la scène finale, puis il est présenté hors-compétition au festival de Cannes 1992. Il sort en France le 2 septembre 1992, y réalisant au total 310 398 entrées, et se trouve, par la suite, en compétition dans plusieurs autres festivals, notamment ceux de Toronto, Sitges et Stockholm où il remporte à chaque fois des prix. Il sort le 23 octobre 1992 aux États-Unis dans 19 salles et rapporte 147 839 $ pour son premier week-end d'exploitation. Il n'est jamais distribué dans plus de 61 salles à la fois dans ce pays et rapporte au total 2 832 029 $ au box-office américain et 22 032 029 $ dans le monde entier, ce qui représente un très grand succès si l'on compare ce chiffre à son budget avec une rentabilité de 1468 %. Une grande partie de ce succès est due à la popularité du film au Royaume-Uni, pays dans lequel il sort le 15 janvier 1993 et rapporte 6 306 205 £.

### Accueil critique
Le film a été très bien accueilli par la critique, recueillant 91 % de critiques favorables, avec un score moyen de 8,8⁄10 et sur la base de 69 critiques collectées, sur le site Rotten Tomatoes. Sur le site Metacritic, il obtient un score de 79⁄100, sur la base de 24 critiques collectées.
Vincent Canby, du New York Times, apprécie particulièrement le jeu des acteurs et l'utilisation d'une narration non linéaire, saluant Tarantino pour sa réalisation et son usage parcimonieux des plans rapprochés. Desson Howe, du Washington Post, évoque un film où « suspense, horreur et humour sont entremêlés de façon experte » et qui bénéficie d'une distribution remarquable. Kenneth Turan, du Los Angeles Times, met également en avant la distribution, et notamment Steve Buscemi, Michael Madsen et Lawrence Tierney, ajoutant que « l'enthousiasme palpable de Tarantino, sa passion sans concession pour son œuvre, donne un souffle nouveau à une intrigue vénérable ». James Berardinelli estime que le film est un « triomphe » avec des dialogues percutants, un casting de « première classe » et des personnages qui ne sont pas stéréotypés. Pour Owen Gleiberman, d'Entertainment Weekly, qui lui donne la note maximum de A, c'est un film à la fois drôle, captivant et très violent qui est « brillamment interprété ». Et Todd McCarthy, de Variety, évoque un film « indéniablement impressionnant » dans la lignée de Mean Streets et des Affranchis.
Roger Ebert, du Chicago Sun-Times, est moins enthousiaste, donnant au film 2,5 étoiles sur 4 et affirmant qu'il s'agit d'un bon film signé par un réalisateur talentueux, doté d'une très bonne distribution, mais ayant le sentiment que le scénario aurait pu être meilleur s'il s'était plus intéressé aux personnages. « J'ai aimé ce que j'ai vu mais j'en voulais plus », conclut-il. Pour Emanuel Levy, professeur de cinéma à l'université Columbia, le film est très impressionnant, surtout pour une première réalisation, mais ce qui lui manque pour être un grand film est une psychologie plus riche et une prise de position par rapport aux personnages, qui n'existent que dans le présent.
En France, le site Allociné propose une note moyenne de 4,5⁄5 à partir de l'interprétation de critiques provenant de 6 titres de presse. Jacques Morice, des Cahiers du cinéma, trouve que c'est un « retour aux sources qui s'exerce sous le signe de la renaissance », un « dynamitage narratif parfaitement élaboré, logique car il procède d'une volonté à faire partager la folle trajectoire de chacun de ses protagonistes » et que la « mise en scène devient une jouissance communicative ». Pour Olivier De Bruyn, de Positif, l'œuvre « conserve l'efficacité du film de gangsters mais se double d'un exercice d'intelligence » et Tarantino est un « cinéaste déjà passionnant ». Marc Toullec, du magazine Impact, évoque une « réussite éclatante » avec une « mise en scène très pure, précise et concise » à la fois et « un découpage et un montage qui bénéficient d'une précision quasi chirurgicale ». Pierre Murat, de Télérama, estime que le film est « un joyau noir » et que « comme tous les grands auteurs de films noirs, Tarantino observe l'éveil d'instincts provisoirement en sommeil » et rend les personnages « passionnants en éclairant leur passé au moyen de flashbacks qui dessinent un puzzle fascinant. Le jeu outrancier des comédiens accentue encore l'artifice. Harvey Keitel, Tim Roth et Michael Madsen, qui tous surjouent avec un naturel désarmant, échappent à la caricature ». Et pour Jean-Pierre Coursodon et Bertrand Tavernier, il s'agit d'une « œuvre totalement maîtrisée et admirablement jouée » et qui multiplie les décalages entre « longs plans fixes et mouvements d'appareil complexes, hyperréalisme et stylisation, cadre théâtral et découpage très cinématographique, vérité et artifice » et « dont on sort pourtant avec un léger malaise, l'impression d'avoir été bluffé par un brillant joueur de poker ».
En Belgique, Luc Honorez, du Soir, estime que « Reservoir Dogs est plein de bruits et de fureurs, l'horreur du monde devenant des figures de style qui strient l'écran à la manière d'éclairs » et que le « style hargneux et brutal » de Tarantino est « mis en valeur par le jeu complètement névrosé d'un acteur comme Harvey Keitel ».
Les principales critiques concernant le film se rapportent au langage vulgaire et à la violence, notamment la scène où Madsen torture un policier. Quinze personnes, dont Wes Craven et le maquilleur Rick Baker, quittent la salle durant sa projection au festival international du film de Catalogne. Baker dit plus tard à Tarantino de prendre sa sortie pour un compliment, expliquant que l'intensité et le réalisme de la violence l'avaient secoué. Tarantino commente au sujet des sorties fréquentes de spectateurs pendant le film : « Cela arrive à chaque projection. Pour certaines personnes, la violence, ou la grossièreté du langage, est un obstacle qu'ils ne peuvent surmonter. Ce n'est pas leur tasse de thé, mais ça me convient car je les affecte. Je voulais que cette scène [de torture] soit perturbante ». Après la première projection du film au festival du film de Sundance, Jami Bernard, du New York Daily News, compare son effet à celui de L'Arrivée d'un train en gare de La Ciotat, expliquant que les spectateurs n'étaient pas préparés à ça et ne savaient qu'en penser. Emanuel Levy estime que la scène de torture trouve parfaitement sa place dans le film, sans l'affecter dans sa cohérence, mais que celui-ci aurait touché un public plus large sans cette séquence. Harvey Weinstein souhaitait d'ailleurs couper cette scène pour pouvoir sortir le film dans plus de salles mais Tarantino a insisté pour la conserver. Au Royaume-Uni, le British Board of Film Classification eut un long débat sur l'interdiction totale de ce film à cause de cette scène de torture, que certains membres considérait comme glorifiant le sadisme; cependant, le fait que Blonde était négativement traité par le scénario amena finalement le BBFC à voter l'interdiction aux mineurs,.

## Distinctions

### Récompenses
| Année                                       | Cérémonie ou récompense                              | Prix                                  | Lauréat(es)   |
| ------------------------------------------- | ---------------------------------------------------- | ------------------------------------- | ------------- |
| 1992                                        |                                                      |                                       |               |
| Festival international du film de Catalogne | Meilleur réalisateur                                 | Quentin Tarantino                     |               |
| Festival international du film de Catalogne | Meilleur scénario                                    | Quentin Tarantino                     |               |
| Festival international du film de Stockholm | Cheval de Bronze du meilleur film                    |                                       |               |
| Festival international du film de Toronto   | Prix international de la critique                    |                                       |               |
| Festival du film d'Avignon                  | Prix Tournage du meilleur film américain             |                                       |               |
| 1993                                        | Film Independent's Spirit Awards                     | Meilleur acteur dans un second rôle   | Steve Buscemi |
| 1993                                        | Prix Sant Jordi du cinéma                            | Meilleur acteur dans un film étranger | Harvey Keitel |
| 1993                                        | Festival international du film fantastique de Yubari | Prix de la critique                   |               |

### Nominations
| Année                                       | Cérémonie ou récompense | Prix              | Nommé(es) |
| ------------------------------------------- | ----------------------- | ----------------- | --------- |
| 1992                                        |                         |                   |           |
| Festival du film de Sundance                | Grand prix du Jury      |                   |           |
| Festival international du film de Catalogne | Meilleur film           |                   |           |
| 1993                                        |                         |                   |           |
| Film Independent's Spirit Awards            | Meilleur réalisateur    | Quentin Tarantino |           |
| Film Independent's Spirit Awards            | Meilleur premier film   |                   |           |
| Fantasporto                                 | Meilleur film           |                   |           |
| 1994                                        |                         |                   |           |
| Union de la critique de cinéma              | Grand Prix              |                   |           |

## Analyse
Selon Quentin Tarantino, Reservoir Dogs est sa version de L'Ultime Razzia (1956) de Stanley Kubrick. Ces deux films sont très différents du point de vue de l'histoire mais sont comparables par l'utilisation de flashbacks concernant les personnages principaux bien que Tarantino préfère à ce terme celui de « séquences d'approfondissement ». Certains éléments de l'intrigue s'inspirent du scénario du Quatrième Homme, film de Phil Karlson (1952), alors que Association criminelle, film de Joseph H. Lewis (1955) a inspiré la scène de torture du policier. L'idée de donner des noms de couleurs aux truands est due au film Les Pirates du métro de Joseph Sargent (1974), qui utilisait déjà le même procédé. Tarantino a également été influencé par les films de Jean-Pierre Melville, notamment Le Doulos, Bob le flambeur et surtout Le Samouraï. L'idée des costumes des films Reservoir Dogs et Pulp Fiction de Quentin Tarantino, vient d'une discussion entre Tarantino et la costumière Betsy Heimann, à propos de films noirs français avec Delon,. L'impasse mexicaine finale et d'autres éléments du scénario ressemblent beaucoup au film hongkongais City on Fire (1987) de Ringo Lam. Tarantino réfute les accusations de plagiat concernant ces inspirations, et notamment City on Fire, préférant parler d'hommages rendus à ces films. Toutes ces références, qui renvoient à des films que Tarantino apprécie, se retrouvent dans les personnages de Reservoir Dogs, qui font de multiples références à la culture populaire musicale, cinématographique et télévisuelle. La pop culture forme le lien unissant ces personnages qui ne se connaissent pas. Pour Emanuel Levy, c'est aussi un signe de l'importance grandissante de la culture populaire dans la population, l'identité d'une majorité de personnes se définissant désormais plus à travers elle qu'à travers leurs opinions politiques ou religieuses.
L'une des particularités du film est que le braquage au centre de l'action n'apparaît jamais à l'image. La raison initiale est d'ordre budgétaire mais Quentin Tarantino affirme avoir toujours aimé cette idée car cela permet de faire prendre conscience aux spectateurs que les personnages ont des perspectives différentes sur ce qui s'est passé et que le film traite de sujets différents, le sujet central étant les effets qu'a ce braquage raté sur les personnages et la manière dont leurs relations en sont affectées. Pour son réalisateur, le thème central du film est la loyauté et la façon dont elle est mise à l'épreuve. D'un point de vue narratif, cela permet également d'avoir une action en temps quasi réel. Peter Travers, de Rolling Stone, remarque que le film commence sur l'analyse d'une chanson qu'on n'entend pas et se poursuit sur les conséquences d'un braquage qu'on ne voit pas, mais on perçoit les deux par la vision différente qu'en ont les personnages.
Les personnages principaux du film adoptent une attitude raciste car ils se réfèrent souvent aux Afro-Américains de manière péjorative (concernant leur violence irraisonnée et leur sexualité notamment) mais, paradoxalement, leur façon de parler imite celle des gangsters noirs qu'ils semblent mépriser, ils veulent tous s'appeler « Monsieur Black » lors de la répartition de leurs pseudonymes et ils discutent de Pam Grier et de la blaxploitation, indiquant ainsi qu'ils sont influencés et se placent de façon inconsciente en compétition avec les Afro-Américains, et qu'ils craignent et désirent à la fois être comme eux. Pour Amy Taubin, critique dans plusieurs magazines de cinéma, cette attitude des personnages est à rapprocher de celle de Tarantino, qu'elle compare à un rappeur blanc talentueux, qui cherche à « accaparer le privilège d'être violent, d'être en colère, sans en avoir les frustrations qui l'accompagnent ». La présence quasi-exclusive à l'écran de personnages blancs de sexe masculin, et leurs propos racistes, sexistes et homophobes, symbolise pour Taubin le droit qu'ils revendiquent à s'entretuer, déniant ce droit aux femmes et aux minorités raciales, et la « folie destructrice de l'homme blanc ». À l'inverse, Caroline Jewers compare le film à une « épopée moyenâgeuse » et met en parallèle les pseudonymes des gangsters avec les surnoms de couleurs que portaient parfois les chevaliers.
Taubin compare par ailleurs la relation sado-masochiste qui unit les personnages de Tim Roth (en sang et en position de faiblesse tout au long du film) et de Harvey Keitel (qui prend soin de lui tout en refusant de l'emmener à l'hôpital) à celle qui unit le spectateur au film. Cette dernière prend toute son ampleur lors de la scène où le personnage de Michael Madsen torture un policier, qui est incapable de parler et attaché sur un siège (tout comme le spectateur, vissé à son fauteuil, est un témoin impuissant des événements). Cette manipulation du spectateur, cette mise en scène orchestrée à son intention, renvoie aussi au lien entre les acteurs et leurs personnages. Les acteurs jouent un rôle tout en l'assimilant, et cette idée trouve son apogée lors de la scène où Roth se persuade de l'authenticité de l'anecdote qu'il raconte pour gagner la confiance des autres (« l'une des plus longues parenthèses de l'histoire du cinéma » selon Jean-Pierre Coursodon et Bertrand Tavernier). Cela a pour but de rappeler que nous sommes tous les acteurs de notre propre vie.

## Influence culturelle
Reservoir Dogs est désormais considéré comme un film culte qui a eu une grande influence sur le cinéma indépendant (marquant l'irruption de la violence et du sang dans celui-ci), de nombreux films ayant été influencés par cette créativité,. Le film a souvent été comparé à Rashōmon pour sa narration non linéaire et Quentin Tarantino à Martin Scorsese, Sam Peckinpah ou encore Abel Ferrara. La scène de l'oreille coupée a été mise en parallèle avec celle de la douche dans Psychose en raison de son effet perturbant pour les spectateurs. La structure narrative non linéaire, reprise par Tarantino dans Pulp Fiction et dont plusieurs films se sont inspirés depuis (Usual Suspects, Amours chiennes, Memento), brise les règles du cinéma de cette époque et s'apparente plus à la tradition littéraire et au travail d'un romancier qu'à celui d'un réalisateur.

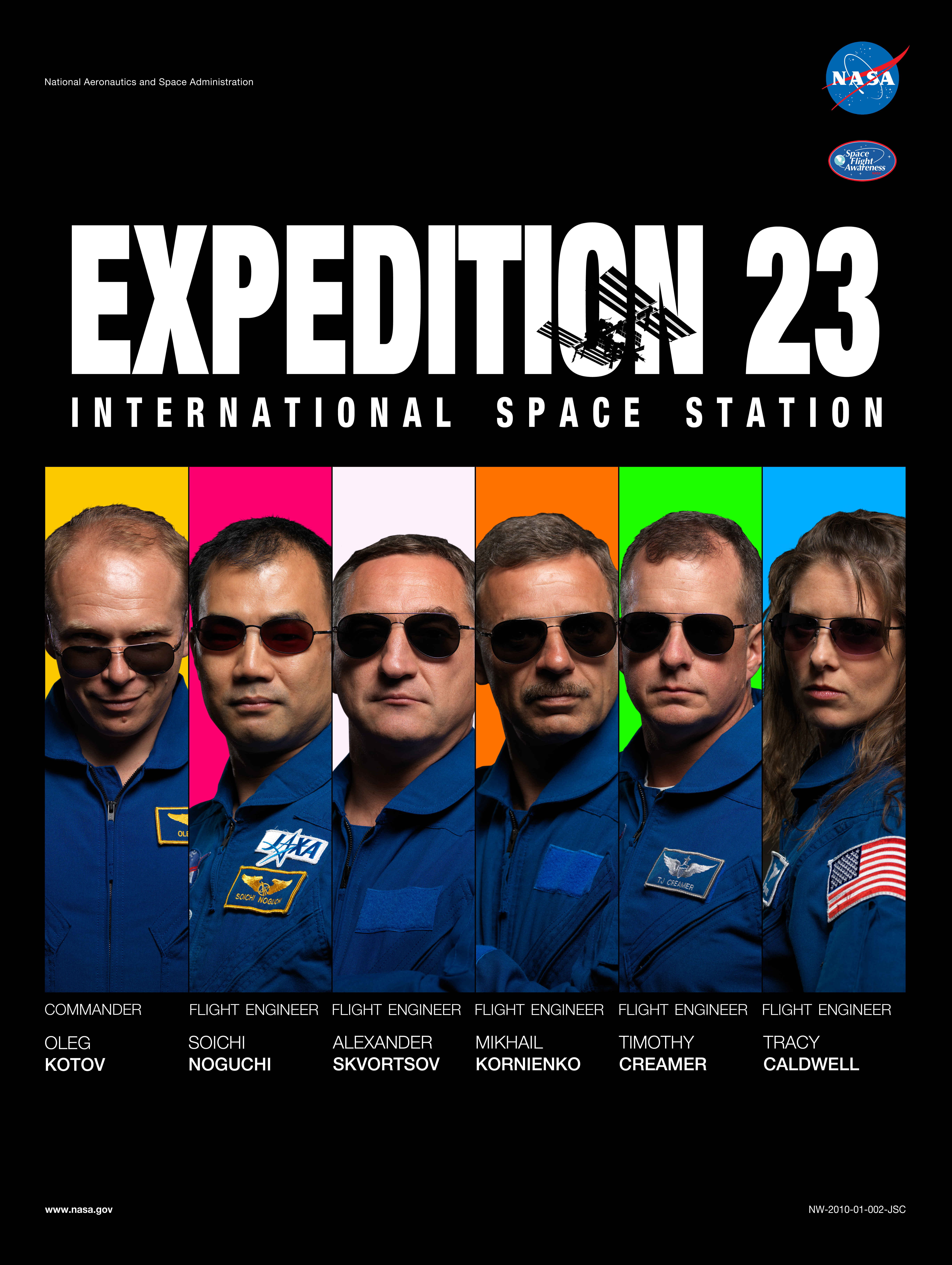
La présentation de l'équipe de l'expédition 23 de la station spatiale internationale est un clin d'œil à Reservoir Dogs.

En 2008, le magazine Empire le classe à la 97e place dans sa liste des 500 meilleurs films de tous les temps. En 2009, il figure en première place du classement des meilleurs films indépendants, toujours selon Empire. Il figure dans les 100 premières places du Top 250 du classement des films de l'Internet Movie Database, basé sur les votes du public, avec une note moyenne de 8,4⁄10.
Des références à Reservoir Dogs ont été faites dans plusieurs autres films ou séries, notamment dans Les Simpson, Angel, Nip/Tuck et Jay et Bob contre-attaquent. Kaante, un film de Bollywood de 2002 réalisé par Sanjay Gupta, est considéré comme un remake non autorisé de Reservoir Dogs, présentant un scénario et un style de dialogues similaires. Un jeu vidéo de tir à la troisième personne basé sur le film et intitulé également Reservoir Dogs est sorti en 2006 sur PC, PlayStation 2 et Xbox mais seul Michael Madsen a accepté de prêter sa voix pour le jeu. Il a reçu des critiques mitigées et a été interdit à la vente en Australie et en Nouvelle-Zélande en raison de sa violence.
En 2013, le Théâtre universitaire de Strasbourg propose une adaptation théâtrale du film, mise en scène par Pierre Charpilloz.
Dans la série télévisée Breaking Bad, les noms de famille des personnages de Walter White et de Jesse Pinkman sont des références à Mr White et Mr Pink,.
On peut retrouver aussi une référence à Reservoir Dogs dans le générique d'introduction de l'animé Chainsaw Man où les 4 personnages principaux marchent dans la rue d'une manière similaire à celle des gangsters

## Éditions en vidéo
Sur le marché vidéo, Reservoir Dogs est d'abord sorti en VHS en 1993. Il est ensuite distribué en DVD en édition simple le 18 juin 1997 en région 1 et le 22 novembre 2000 en région 2. Une édition spéciale dixième anniversaire est sortie le 18 mars 2003 en région 1 et le 12 mai 2004 en région 2. Cette version comprend deux commentaires audio (l'un par l'équipe du film et l'autre par des critiques) et un DVD de bonus comportant plusieurs documentaires et interviews autour du film. La version en disque Blu-ray est sortie le 6 février 2007 en région 1 et le 12 janvier 2010 en région 2.